# Хохольський
Хохольский — селище міського типу, адміністративний центр Хохольского району Воронізької області Росії.
Населення — 7,9 тис. жителів (2009).

## Географія
Розташований на річці Дівиця (притока Дону) за 42 км на північний захід від Воронежа і за 2 км від залізничної станції Хохольська.

## Історія
Статус селища міського типу — з 1964.

## Населення
| 1970  | 1979  | 1989  | 2002  | 2009  | 2010  | 2012  |
| ----- | ----- | ----- | ----- | ----- | ----- | ----- |
| 6192  | ↗7783 | ↗8602 | ↘7885 | ↗7899 | ↘7510 | ↗7518 |
| 2013  | 2014  | 2015  | 2016  | 2017  | 2018  |       |
| ↘7489 | ↘7467 | ↗7549 | ↗7591 | ↘7575 | ↘7548 |       |

## Економіка
Цукровий завод, птахофабрика, миловарний завод.